# فرناندو أوسوريو
فرناندو أوسوريو (بالإسبانية: Fernando Osorio) هو مغني وكاتب أغاني ولد في بوغوتا، بكولومبيا، ونشأ في كراكاس، فنزويلا.

## النشأة
في سن السابعة، كان أوسوريو قادرا على اللعب على الكمان، الناي وكذلك الكمان المتوسط.

## المسيرة المهنية
في عام 1982، حينما كان عضوا في جوقة الكنيسة، التقى بخوان كارلوس بيريز وشكل ثنائي تحت اسم فرناندو وخوان كارلوس وقد لقيا نجاحا في فترة من الفترات. إلا أنهما تأخرا نوعا ما في إصدار أول ألبوم لهما حيث كان ذلك حتى سنة 1985، وقد تم إصداره في فنزويلا فقط.
إلى جانب الغناء فأوسوريو لديه مسيرة موفقة كشاعر، حيث أن عرض الفنزويلي أداء غييرمو دافيلا الذي قام بتسجيله في عام 1984 تحت عنوان "Definitivamente" كان من إبداع وكتابة أوسوريو، هذا وتجدر الإشارة إلى أنه قد عمل رفقة كارينا وريكاردو مونتانير وقد اتسع هذا العمل ليشمل أيضا أغاني أوسوريو في كل ألبوماته التي أصدرها. أما مسيرته ككاتب فقد كانت قصيرة نوعا ما وبالرغم من ذلك فأول نجاح للفان خارج أرض الوطن كان من خلال أغنية "Sólo Con Un Beso" التي سجلها في شركة مونتانير في عام 1988. وقد بلغت الأغنية ذروتها حيث حققت الرقم سبعة في قائمة الأغاني اللاتينية الشهيرة (كانت تحمل في السابق اسم المسارات اللاتينية الشهيرة) في الولايات المتحدة. كما قام أوسوريو أيضا بتأليف أغاني أخرى مثل "Ojos Negros" و"Vamos a Dejarlo" وذلك في شركة مونتانير نفسها، أما أول ألبوم ذاتي لأوسوريو فقد صدر في عام 1993. وفي عام 1996، كتب أغنية "Lloraré" لصالح جيري ريفيرا الذي استعملها في ألبومه الذي حمل عنوان في الهواء الطلق، وقد وصلت في وقت لاحق إلى الرقم واحد على قائمة الأغاني اللاتينية الاستوائية، ثم في وقت لاحق من نفس السنة كتب أغنية «سي مي اير» للمغني المكسيكي كريستيان كاسترو. كما كتب أوسوريو أغنية «موجا مي كورازون» مع أندريس ليفين، ثم أصدر سنة 1997 ألبوم آخر مع المغني الاسباني مارتا سانشيز، وقد دخل الألبوم في قائمة أفضل 20 أغنية في أمريكا اللاتينية. نفس العام، وقع أوسوريو عقدا مع شركة WEA لاتينا والتي كتب لصالحها 40 أغنية جمعها في ألبومه الأول بموجب هذا العقد. في عام 1998 أصدر ألبوم جديدا تحت عنوان Con Palabras. وفقا للكاتب، فإن هذا الألبوم شمل أحد عشر قصة حب، كما فاز أوسوريو بجائزة أفضل فنان جديد في جوائز جرامي اللاتينية.